# Anti Anti Generation
Anti Anti Generation — десятый альбом японской рок-группы RADWIMPS, релиз которого состоялся 12 декабря 2018 года. В различных песнях RADWIMPS сотрудничали с такими исполнителями, как фронтмен One Ok Rock Така, Aimyon, Miyachi и Tabu Zombie. Это первый подобный опыт для группы. В первую неделю было продано 77 000 экземпляров, что позволило альбому занять первые позиции чартов Oricon и Billboard Japan.
Песня «Paparazzi» была перезаписана на английский язык и выпущена 1 февраля 2019 года. Виниловое издание альбома было выпущено 27 марта 2019 года.

## Синглы
Первый сингл с альбома под названием «Saihate Aini / Brain Washing» был выпущен 10 мая 2017 года, и в тот же день вышел клип на песню «Brain Washing». Сингл достиг 2 места в еженедельном чарте Oricon.
21 февраля 2018 года вышел второй сингл — «Mountain Top», который стал заглавной темой фильма Легенда о демонической кошке. Музыкальное видео на эту песню вышло 6 февраля.
Третий сингл с альбома — «Catharsist», который был выпущен 6 июня 2018 года. Клип на песню «Catharsist» вышел 12 июня.

## Продвижение
9 октября 2018 года группа объявила дату выхода альбома и в тот же день был открыт предзаказ. В ограниченное издание альбома входит DVD, в котором показан путь группы, который они проделали начиная от Your Name и Human Bloom (2016)  и заканчивая на новом альбоме.
В день выхода альбома был выпущен видеоклип на песню «Nakidashisodayo feat.Aimyon», которую 3 декабря можно было услышать на радио. Режиссёром выступил Кэнко Ямада.

### Промосинглы
12 ноября состоялся выход первого промосингла, песню «Sokkenai» можно было услышать на японских радиостанциях. 13 ноября группа раскрыла название альбома, а также список композиций. В тот же день вышел клип на песню «Sokkenai», режиссёром которого выступил Юсукэ Исида.
27 ноября в Японии вышел второй промосингл, на радиошоу School of Lock! (Tokyo FM) впервые прозвучала песня «IKIJIBIKI», в записи которой принял участие Така, фронтмен One Ok Rock. 28 ноября открылся предзаказ альбома в iTunes. Вместе с этим «IKIJIBIKI feat.Taka» и «Sokkenai» стали доступны для прослушивания на стриминговых сервисах, заняв 8 и 12 место в еженедельном чарте цифровых синглов Oricon.
Следующим промосинглом стала песня «Nakidashisodayo feat.Aimyon», впервые прозвучавшая 3 декабря на японской радиостанции FM802.
4 декабря на IGTV стал доступен для прослушивания четвёртый промосингл «Paparazzi», а 6 декабря на него вышел видеоклип. Режиссёром выступил Тэцуя Нагато, который так же является автором обложки альбома.
10 декабря состоялся релиз последнего промосингла «Tie Tongue feat.Miyachi, Tabu Zombie» на радиостанции J-Wave.

## Список композиций
| №                   | Название                                                         | Длительность |
| ------------------- | ---------------------------------------------------------------- | ------------ |
| 1.                  | «Anti Anti Overtune»                                             | 1:20         |
| 2.                  | «Tazuna»                                                         | 3:23         |
| 3.                  | «Never Ever Ender»                                               | 5:31         |
| 4.                  | «IKIJIBIKI feat.Taka»                                            | 3:49         |
| 5.                  | «Catharsist» (カタルシスト)                                      | 4:02         |
| 6.                  | «Brain Washing(Anti Anti Mix)» (洗脳(Anti Anti Mix))             | 5:30         |
| 7.                  | «Sokkenai» (そっけない)                                          | 6:29         |
| 8.                  | «<Homework Announce-skit->» (<宿題発表-skit->)                   | 1:10         |
| 9.                  | «Paparazzi»                                                      | 5:26         |
| 10.                 | «Hocuspocus»                                                     | 4:10         |
| 11.                 | «I I U»                                                          | 3:02         |
| 12.                 | «Banzai Sensho» (万歳千唱)                                       | 4:22         |
| 13.                 | «Nakidashisodayo feat.Aimyon» (泣き出しそうだよ feat.あいみょん) | 4:39         |
| 14.                 | «Tie Tongue feat.Miyachi, Tabu Zombie»                           | 4:21         |
| 15.                 | «Mountain Top»                                                   | 3:18         |
| 16.                 | «Saihate Aini» (サイハテアイニ)                                  | 3:41         |
| 17.                 | «Seikai(18FES ver.)» (正解(18FES ver.))                          | 5:57         |
| Общая длительность: | Общая длительность:                                              | 1:10:10      |

## Концертный тур
Концертный тур  под названием Anti Anti Generation Tour 2019 прошёл с 8 июня по 29 августа 2019 года. Группа дала 20 выступлений в одиннадцати префектурах Японии, включая 3 дополнительных концерта на арене Иокогамы.

## Позиции в чартах
| Чарт (2018)                 | Высшая позиция |
| --------------------------- | -------------- |
| Еженедельные альбомы Oricon | 1              |
| Billboard Japan Hot Albums  | 1              |
| Ежемесячные альбомы Oricon  | 5              |

## Продажи и сертификации
| Чарт                      | Количество      |
| ------------------------- | --------------- |
| Физические продажи Oricon | 105 000         |
| Сертификация RIAJ         | Gold (100 000+) |